# Masahiro Motoki
Masahiro Motoki (本木 雅弘 Motoki Masahiro?,  nacido el 21 de diciembre de 1965) es un cantante y actor japonés. En 2008, interpretó a Daigo Kobayashi en la película Okuribito, dirigida por Yōjirō Takita y que en los 81.º Premios Óscar ganó como mejor película extranjera en 2009. También ganó el premio al mejor actor por el mismo papel en los 3.º Asia Pacific Screen Awards, 3.º Asian Film Awards y 32.º Premios de la Academia Japonesa. Comenzó su carrera en 1982 como miembro de la boy band Shibugakitai.
Está casado desde 1995 con la ensayista y músico Yayako Uchida, hija de la actriz Kirin Kiki y el cantante Yūya Uchida.

## Filmografía
- Shibugakitai Boys & Girls (Come On Girls!) (シブがき隊 ボーイズ & ガールズ Shibugakitai Bōizu & Gāruzu?) (1982)
- Third-Year High School Boys (三等高校生 Santō Kōkōsei?) (1982)
- Headphone Lullaby (ヘッドフォン・ララバイ Heddofon Rarabai?) (1983)
- Barrow Gang BC (バロー・ギャングBC Barō Gyangu BC?) (1985)
- Four Days of Snow and Blood (226 Nī Nī Roku?) (1989)
- Raffles Hotel (ラッフルズホテル Raffuruzu Hoteru?) (1989)
- Fancy Dance (ファンシイダンス Fanshii Dansu?) (1989)
- Beppin no machi (べっぴんの町 Beppin no machi?) (1989)
- Balloons (ふうせん Fūsen?) (1990)
- Heat Wave (陽炎 Kagerō?) (1991)
- Bang! (遊びの時間は終わらない Asobi no jikan wa owaranai?) (1991)
- Sumo Do, Sumo Don't (シコふんじゃった。 Shiko Funjatta.?) (1992)
- Dioxin from fish!! (魚からダイオキシン!! Sakana kara Daiokishin!!?) (1993)
- Last Song (ラストソング Rasuto songu?) (1993)
- Botchan (坊っちゃん Botchan?) (1994)
- The Mystery of Rampo (RAMPO Ranpo?) (1994)
- The Five (GONIN Gonin?) (1995)
- Shall We Dance? (Shall we ダンス? Sharu Wī Dansu??) (1996)
- Tokiwa: The Manga Apartment (トキワ荘の青春 Tokiwasō no Seishun?) (1996)
- BUGS (BUGS Baguzu?) (1997)
- The Bird People in China (中国の鳥人 Chūgoku no Chōjin?) (1998)
- Gemini (双生児 Sōseiji?) (1999)
- Richard Sorge - Spy of Fire (スパイ・ゾルゲ Supai Zoruge?) (2003)
- Ganryujima (巌流島 Ganryūjima?) (2003)
- Tekkon Kinkreet (鉄コン筋クリート Tekkon Kinkurīto?) (2006) (solo voz)
- The Longest Night in Shanghai (夜の上海 Yoru no Shanhai?) (2007)
- Okuribito (おくりびと Okuribito?) (2008)
- Tenkū no Hachi (天空の蜂 Tenkū no Hachi?) (2015)
- The Emperor in August (日本のいちばん長い日 Nihon no Ichiban Nagai Hi?) (2015) - Emperador Hirohito
- The Long Excuse (永い言い訳 Nagai Iiwake?) (2016) - Sachio Kinugasa
- The Works and Days (of Tayoko Shiojiri in the Shiotani Basin) (2020)
- Snerting (2024) - Takahashi-san

## Televisión
- Sempachi Sensei (2年B組仙八先生 Ni nen B gumi Sempachi Sensei?) (1981)
- Himitsu no Akko-chan (ひみつのアッコちゃん Himitsu no Akko chan?) (1987)
- Tale of an announcer’s woes (アナウンサーぷっつん物語 Anaunsā Puttsun Monogatari?) (1987)
- Easier than a kiss (キスより簡単 Kisu Yori Kantan?) (1987)
- I wanna hold your hand (抱きしめたい! Dakishimetai!?) (1988)
- Love in paradise (恋のパラダイス Koi no Paradaisu?) (1990)
- Taiheiki (太平記 Taiheiki?) (1991)
- Is Mom beautiful!? (ママってきれい!? Mama tte Kirei!??) (1991)
- Invisible You (あなただけ見えない Anata Dake Mienai?) (1992)
- News na aitsu (ニュースなあいつ Nyūsu na Aitsu?) (1992)
- Journey to the West (西遊記 Saiyūki?) (1993)
- One day, tell me you love me (いつか好きだと言って Itsuka suki da to itte?) (1993)
- Otama & Kozo (お玉・幸造夫婦です Otama Kōzō Fūfu desu?) (1994)
- White love story (最高の片想い Saikou no Kataomoi?) (1995)
- Since I met you (君と出逢ってから Kimi to Deatte Kara?) (1996)
- Tokugawa Yoshinobu (徳川慶喜 Tokugawa Yoshinobu?) (1998) - Tokugawa Yoshinobu
- The chuckles of neighbours (隣人は秘かに笑う Rinjin wa Hisoka ni Warau?) (1999)
- Style! (スタイル! Sutairu!?) (2000)
- Black Jack (ブラックジャック Burakku Jakku?) (2000)
- A Wednesday Love Affair (水曜日の情事 Suiyōbi no Jōji?) (2001)
- Prince Shotoku (聖徳太子 Shōtoku Taishi?) (2001) - Príncipe Shōtoku
- The Happy Prince (幸福の王子 Kōfuku no Ōji?) (2001)
- Iron Chef: Japan Cup 2002 (料理の鉄人 Ryōri no Tetsujin?) (2002)
- 87% (87% Hachijū-nana pāsento?) (2005)
- The Dining Table at Natsume's (夏目家の食卓 Natsume ke no Shokutaku?) (2005) - Natsume Sōseki
- On the Single Bed Tonight (今夜ひとりのベッドで Kon'ya Hitori no Beddo de?) (2005)
- Saka no Ue no Kumo (坂の上の雲 Saka no Ue no Kumo?) (2009) - Akiyama Saneyuki
- Giri/Haji (2019)
- Kirin ga Kuru (2020) - Saitō Dōsan
- Asura (2025)[4][5]